# Michel Roques
Pour les articles homonymes, voir Roques.
Michel Roques (né le 20 juillet 1946 à Pierrecourt et mort le 8 octobre 2006 à Blois) est un coureur cycliste professionnel français.

## Palmarès

### Palmarès amateur
- 1965
  - Champion de Normandie des sociétés[n 1]
- 1966
  -  Champion de France des sociétés[n 2]
- 1967
  - Champion de Normandie des sociétés[n 3]
- 1968
  - Deux Jours de Caen
  - 3e du championnat de France des sociétés
  - 3e du Maillot des As
- 1969
  - 8eb étape de la Course de la Paix
  - Gournay-Eu
  - 9e du championnat du monde du contre-la-montre par équipes
- 1970
  - 9e du championnat du monde du contre-la-montre par équipes
- 1971
  - Critérium de La Machine
  - 2e étape des Deux Jours de Caen (contre-la-montre)
  - Tour de Nouvelle-Calédonie
  - 2e de Gournay-Eu
  - 3e des Deux Jours de Caen
- 1972
  - 9e étape du Tour de l'Avenir
  - 2e du Grand Prix de l'Équipe et du CV 19e

### Palmarès professionnel
- 1973
  - Tour du Nord
- 1974
  - 7e de Bordeaux-Paris

## Résultats sur les grands tours

### Tour de France
2 participations
- 1973 : 51e